# Microchilus valverdei
Microchilus valverdei är en orkidéart som beskrevs av Paul Ormerod. Microchilus valverdei ingår i släktet Microchilus och familjen orkidéer. Inga underarter finns listade i Catalogue of Life.